# 佐々木なつえ
佐々木なつえ（ささきなつえ、本名：佐々木奈津江、1964年5月18日（61歳））は日本の政治家。
立憲民主党（県議会会派：みやぎ県民の声）所属の宮城県議会議員（2期）。

## 来歴・人物
宮城県登米市出身。迫町立佐沼小学校、迫町立佐沼中学校、宮城県佐沼高等学校卒業。
宮城県佐沼高等学校時代に陸上競技にて国体に出場経験がある。
母子家庭で育ち、本人が子どもの頃に母を訪ねて、ちいさな子どもを抱えた女性や知らない女性が家によく出入りしていたのを見て、子ども心に女性にとって生きにくい社会であると感じていた。また、秘書時代に子育て政策や女性の働き方、女性に関する政策などの会議に出席した際に意思決定の場に女性がいないことに違和感を持ち政治家を目指すようになる。
民主党宮城県第6区総支部の職員を経て、参議院議員桜井充の秘書となる。
2015年に宮城県議会議員選挙に登米選挙区に無所属で出馬し7,588 票で落選
2019年に宮城県議会議員選挙に登米選挙区に無所属で出馬し9,608票で落選
立憲民主党宮城県連合事務局長を務める。
2021年に現職議員の逝去・辞職による宮城県議会議員補欠選挙で立憲民主党公認候補として宮城野選挙区から立候補し、定数2に対し2名の立候補だったため、無投票で初当選。
2023年に政治を身近に感じてもらい投票率の向上を目指し、YouTubeチャンネルを開設する。
2023年に宮城県議会議員選挙の宮城野選挙区に立憲民主党公認候補として立候補し11,412票で当選。

## 議会歴
2021年　文教警察委員会/大震災復興調査特別委員会/議会改革推進会議/予算特別委員会理事
2022年　経済商工観光委員会/議会運営委員会理事